# مرفع (عدة حصان)

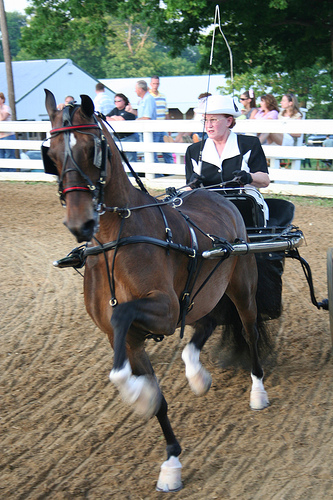
لجام عصري ذو عنان ذو مِرفع يظهر على طول رقبة الحصان

المِرفَع هو عنانٌ تكون قطعة من عدة الفرس يمتد من نقطة على ظهر الحصان فوقَ الرأس لتصل إلى الشكيمة. تستخدم لمنع الحصان من خفض رأسه أكثر من حد معين.

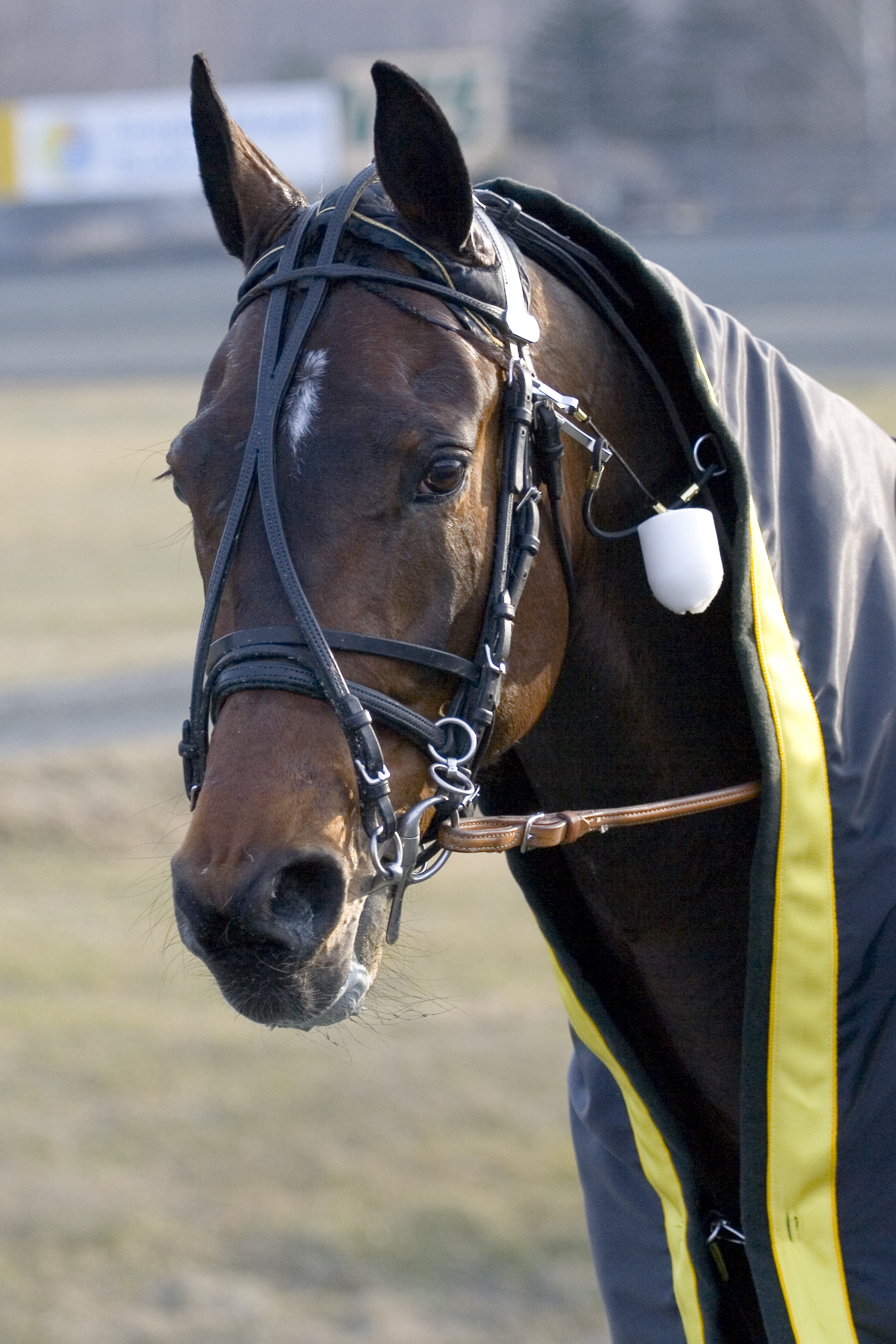
لقطة رأس لِمرفَع على حصان سباق ذو شكيمة منفصلة.